# Sigersdorf
Sigersdorf ist ein Gemeindeteil der Kreisstadt Ebersberg im oberbayerischen Landkreis Ebersberg. Das Dorf liegt circa zweieinhalb Kilometer nordöstlich von Ebersberg.

## Baudenkmäler
Siehe: Liste der Baudenkmäler in Sigersdorf